# Shahbāzlū
Shahbāzlū (persiska: شهبازلو) är en ort i Iran.   Den ligger i provinsen Ardabil, i den nordvästra delen av landet, 500 km nordväst om huvudstaden Teheran. Shahbāzlū ligger 982 meter över havet och antalet invånare är 127.
Terrängen runt Shahbāzlū är kuperad, och sluttar norrut.Runt Shahbāzlū är det ganska tätbefolkat, med 58 invånare per kvadratkilometer. Närmaste större samhälle är Mollālar, 6,7 km nordväst om Shahbāzlū. Trakten runt Shahbāzlū består till största delen av jordbruksmark.